# يوسف فابيان
يوسف فابيان (بالرومانية: Iosif Fabian)‏ (10 أغسطس 1923 - 6 يوليو 2008 في البرتغال) هو مدرب كرة قدم ولاعب كرة قدم روماني في مركز الهجوم. شارك مع منتخب رومانيا لكرة القدم. أما مع النوادي، فقد لعب مع سبورتينغ لشبونة ونادي باري ونادي تورينو ونادي روبيه توركوين ونادي كان ونادي لوكيزي وFC Carmen București ‏ ونادي بايرنسيه وFerar Cluj ‏ ونادي كوفيليا وSzegedi AK ‏ وBudapesti MÁVAG SK ‏.

## وصلات خارجية
- يوسف فابيان على موقع قاعدة بيانات كرة القدم.إي يو (الإنجليزية)
- يوسف فابيان على موقع عالم كرة القدم.نت (الإنجليزية)